# 플래시극장
플래시극장은 쥬니어네이버에서 운영하고 있는 사이트이다. 2016년 11월부터 클릭클릭, 플래시극장 서비스는 종료되었다.

## 연혁
- 2000년 : 쥬니버 플래시극장 오픈
- 2013년 : 클릭클릭 서비스 오픈
- 2016년 : 플래시극장, 클릭클릭 서비스 종료.

## 캐릭터
- 요조
- 뿌까
- 딩딩
- 묻지마 육남매 (디즈니)
- 죠아저씨

## 사례
네이버는 '한' 씨의 인터넷 서비스를 진행하고 2016년 11월부터는 서비스를 같이 종료하게 되었다

하단 중간에 서비스가 종료되었습니다로 쥬니버 모든 서비스는 종료되었다